# Jullié
Jullié est une commune française située dans le département du Rhône, en région Auvergne-Rhône-Alpes.
Ses habitants sont les Julliatons.

## Géographie

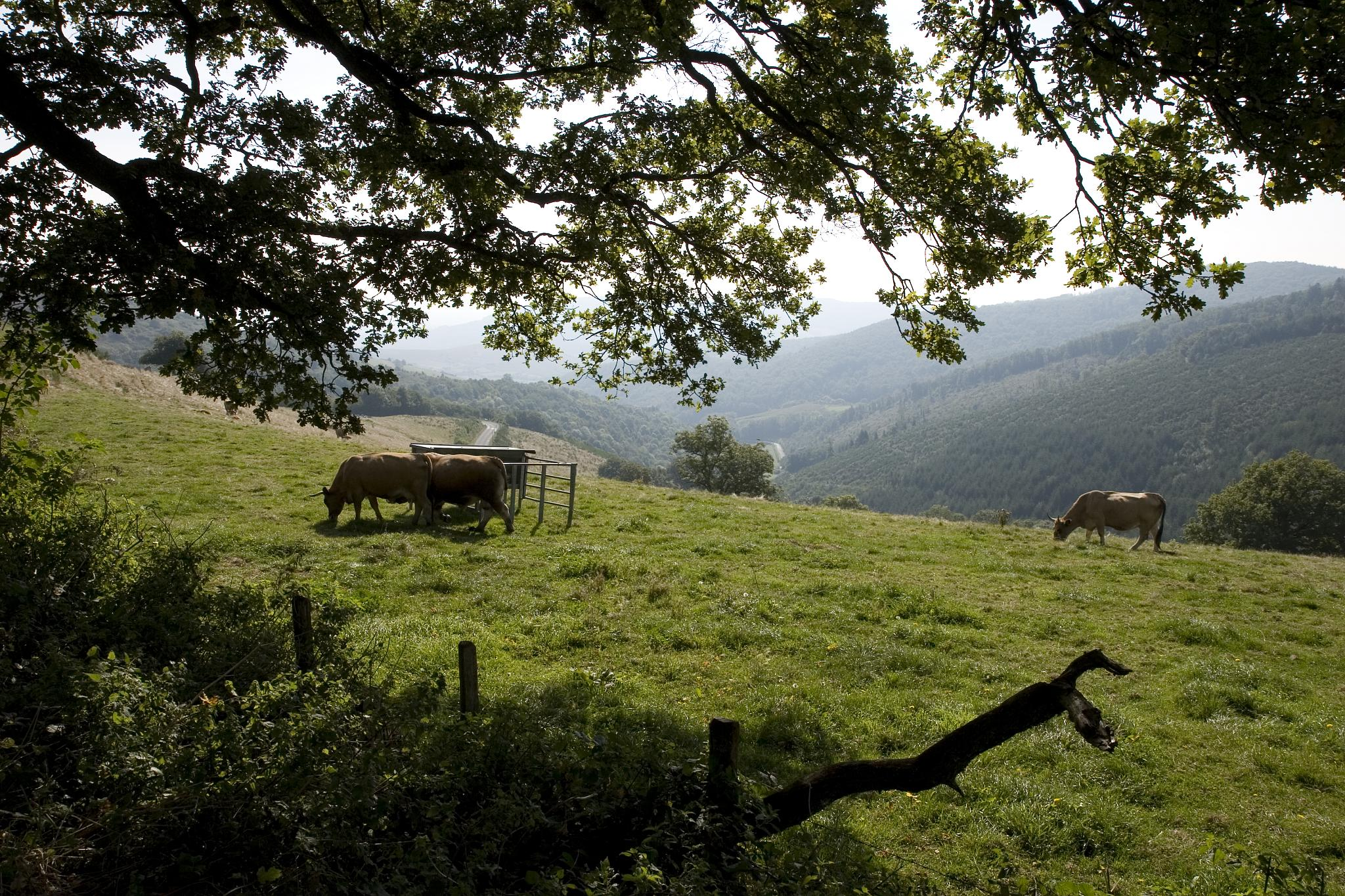
Col de la Sibérie.

### Climat
Pour des articles plus généraux, voir Climat d'Auvergne-Rhône-Alpes et Climat du Rhône.
En 2010, le climat de la commune est de type climat océanique dégradé des plaines du Centre et du Nord, selon une étude du Centre national de la recherche scientifique s'appuyant sur une série de données couvrant la période 1971-2000. En 2020, Météo-France publie une typologie des climats de la France métropolitaine dans laquelle la commune est exposée à un climat de montagne ou de marges de montagne et est dans une zone de transition entre les régions climatiques « Bourgogne, vallée de la Saône » et « Nord-est du Massif Central ». 
Pour la période 1971-2000, la température annuelle moyenne est de 10,7 °C, avec une amplitude thermique annuelle de 17,6 °C. Le cumul annuel moyen de précipitations est de 947 mm, avec 10,7 jours de précipitations en janvier et 7,5 jours en juillet. Pour la période 1991-2020, la température moyenne annuelle observée sur la station météorologique de Météo-France la plus proche, « Vauxrenard », sur la commune de Vauxrenard à 4 km à vol d'oiseau, est de 9,8 °C et le cumul annuel moyen de précipitations est de 1 003,5 mm,. Pour l'avenir, les paramètres climatiques de la commune estimés pour 2050 selon différents scénarios d'émission de gaz à effet de serre sont consultables sur un site dédié publié par Météo-France en novembre 2022.

## Urbanisme

### Typologie
Au 1er janvier 2024, Jullié est catégorisée commune rurale à habitat dispersé, selon la nouvelle grille communale de densité à sept niveaux définie par l'Insee en 2022.
Elle est située hors unité urbaine. Par ailleurs la commune fait partie de l'aire d'attraction de Mâcon, dont elle est une commune de la couronne,. Cette aire, qui regroupe 105 communes, est catégorisée dans les aires de 50 000 à moins de 200 000 habitants,.

### Occupation des sols
L'occupation des sols de la commune, telle qu'elle ressort de la base de données européenne d’occupation biophysique des sols Corine Land Cover (CLC), est marquée par l'importance des territoires agricoles (56,1 % en 2018), une proportion sensiblement équivalente à celle de 1990 (56,8 %). La répartition détaillée en 2018 est la suivante : 
forêts (43,9 %), cultures permanentes (33,2 %), prairies (17,2 %), zones agricoles hétérogènes (5,7 %). L'évolution de l’occupation des sols de la commune et de ses infrastructures peut être observée sur les différentes représentations cartographiques du territoire : la carte de Cassini (XVIIIe siècle), la carte d'état-major (1820-1866) et les cartes ou photos aériennes de l'IGN pour la période actuelle (1950 à aujourd'hui).

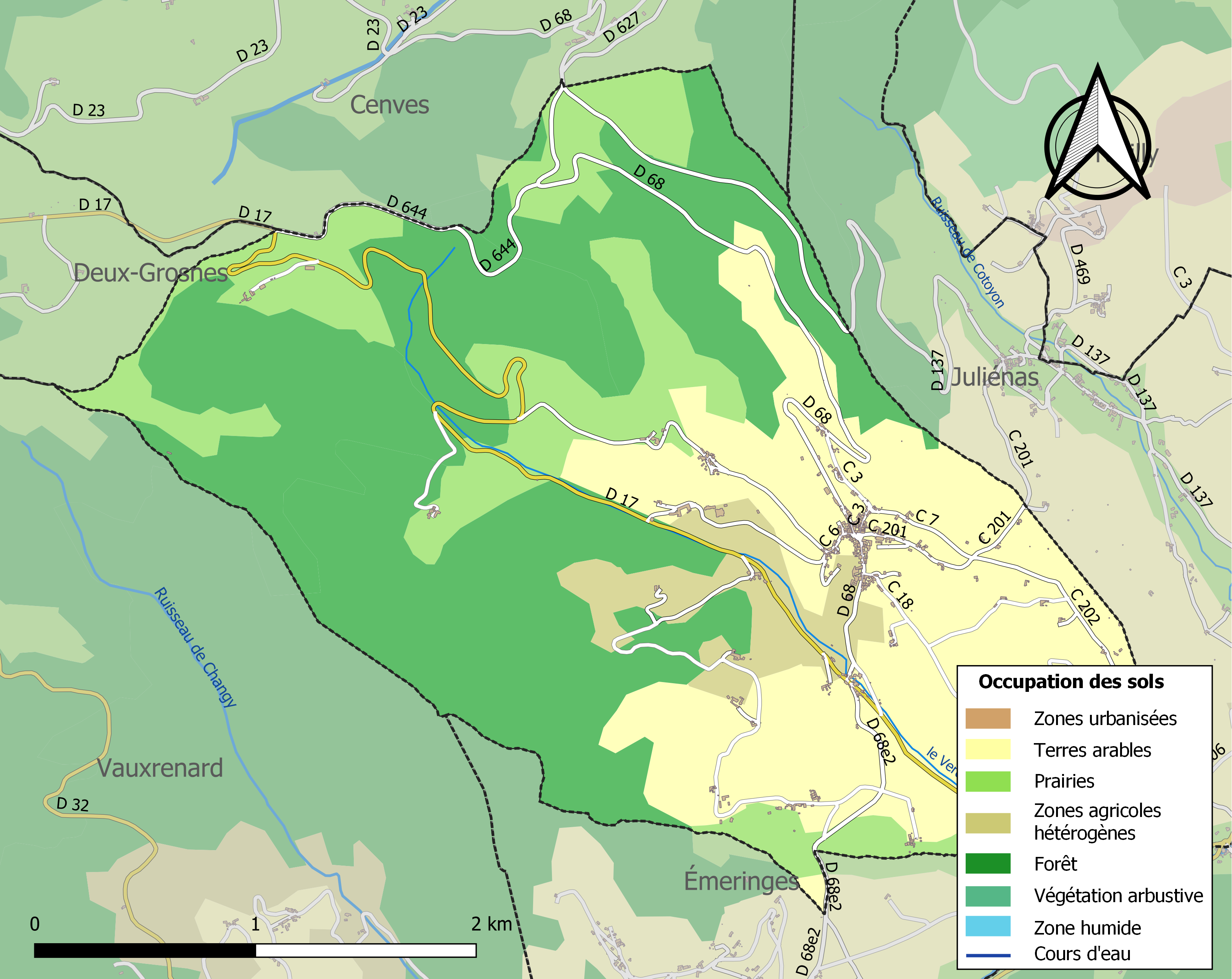
Carte des infrastructures et de l'occupation des sols de la commune en 2018 (CLC).

## Toponymie
Tout comme la commune voisine de Juliénas, le nom Jullié est une dérivation du nom Iulius de Jules César (Iulius Caesar en latin).

## Histoire
Situé au nord du canton de Belleville, à la pointe extrême du département du Rhône, le village de Jullié est sans doute un des plus anciens du Beaujolais. Certains prétendent que son nom a été choisi pour honorer l'empereur Jules César, d'autres évoquent Juliacum (dérivé de Gentilice Julius). On peut aussi rappeler Julius Sextus Jonarius, questeur de Lugdunum (Lyon), qui fit don à la ville de la somme nécessaire pour 500 places au cirque.
Sous l'Ancien Régime, Jullié, paroisse du Beaujolais, ressortissait du diocèse de Mâcon, de l'archiprêtré de Vauxrenard et de l'élection de Villefranche.
Le nom de la commune est cité pour la première fois dans une charte de 913. Mais on ne sait rien de son histoire avant le XIVe siècle. Jullié appartenait alors à Edouard de la Roche, seigneur de la Court, qui fit serment de fidélité et promesse d'aveu au sire de Beaujeu, en 1375. Pendant quelque temps, la justice de Jullié fut réunie à celle de Juliénas.

## Politique et administration

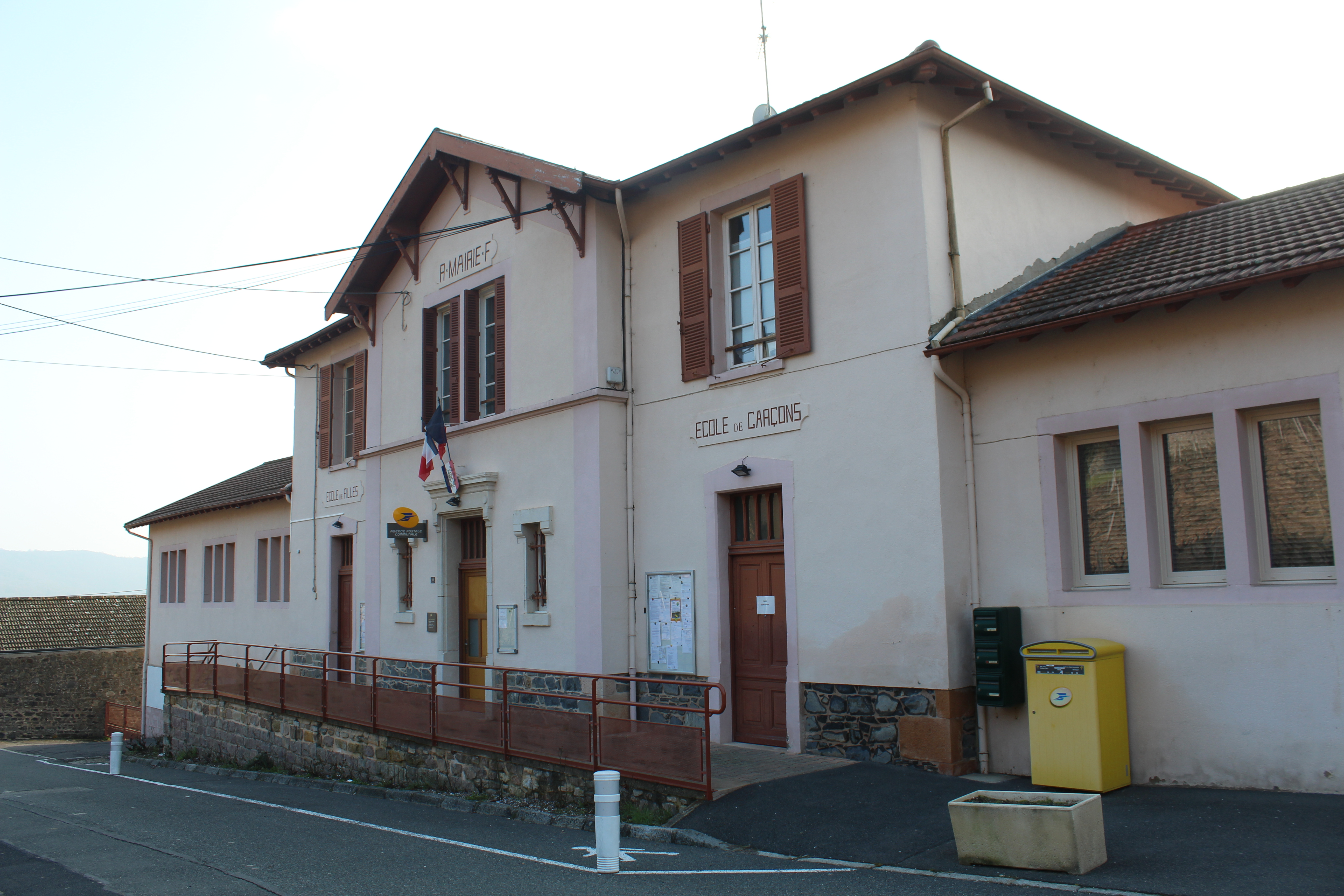
Mairie.

### Administration municipale
| Période                                  | Période  | Identité            | Étiquette     | Qualité |
| ---------------------------------------- | -------- | ------------------- | ------------- | ------- |
| 2001                                     | 2008     | Jean-Claude Laplace |               |         |
| 2008                                     | 2014     | Jacques Bret        |               |         |
| 2014                                     | En cours | Jérémy Thien        | Sans puis REC |         |
| Les données manquantes sont à compléter. |          |                     |               |         |

### Intercommunalité
La commune fait partie de la communauté de communes Saône-Beaujolais.

## Population et société

### Démographie
L'évolution du nombre d'habitants est connue à travers les recensements de la population effectués dans la commune depuis 1793. Pour les communes de moins de 10 000 habitants, une enquête de recensement portant sur toute la population est réalisée tous les cinq ans, les populations de référence des années intermédiaires étant quant à elles estimées par interpolation ou extrapolation. Pour la commune, le premier recensement exhaustif entrant dans le cadre du nouveau dispositif a été réalisé en 2006.

En 2022, la commune comptait 496 habitants, en évolution de +12,98 % par rapport à 2016 (Rhône : +3,93 %, France hors Mayotte : +2,11 %).
| 1793  | 1800  | 1806  | 1821  | 1831  | 1836  | 1841  | 1846  | 1851  |
| ----- | ----- | ----- | ----- | ----- | ----- | ----- | ----- | ----- |
| 1 026 | 1 043 | 1 065 | 1 067 | 1 066 | 1 050 | 1 038 | 1 048 | 1 084 |

| 1856  | 1861  | 1866  | 1872  | 1876 | 1881 | 1886 | 1891 | 1896 |
| ----- | ----- | ----- | ----- | ---- | ---- | ---- | ---- | ---- |
| 1 052 | 1 089 | 1 090 | 1 049 | 998  | 968  | 884  | 896  | 884  |

| 1901 | 1906 | 1911 | 1921 | 1926 | 1931 | 1936 | 1946 | 1954 |
| ---- | ---- | ---- | ---- | ---- | ---- | ---- | ---- | ---- |
| 857  | 785  | 742  | 640  | 618  | 602  | 613  | 537  | 546  |

| 1962 | 1968 | 1975 | 1982 | 1990 | 1999 | 2006 | 2011 | 2016 |
| ---- | ---- | ---- | ---- | ---- | ---- | ---- | ---- | ---- |
| 532  | 468  | 408  | 379  | 361  | 384  | 403  | 414  | 439  |

| 2021 | 2022 | - | - | - | - | - | - | - |
| ---- | ---- | - | - | - | - | - | - | - |
| 475  | 496  | - | - | - | - | - | - | - |

## Culture locale et patrimoine

### Lieux et monuments

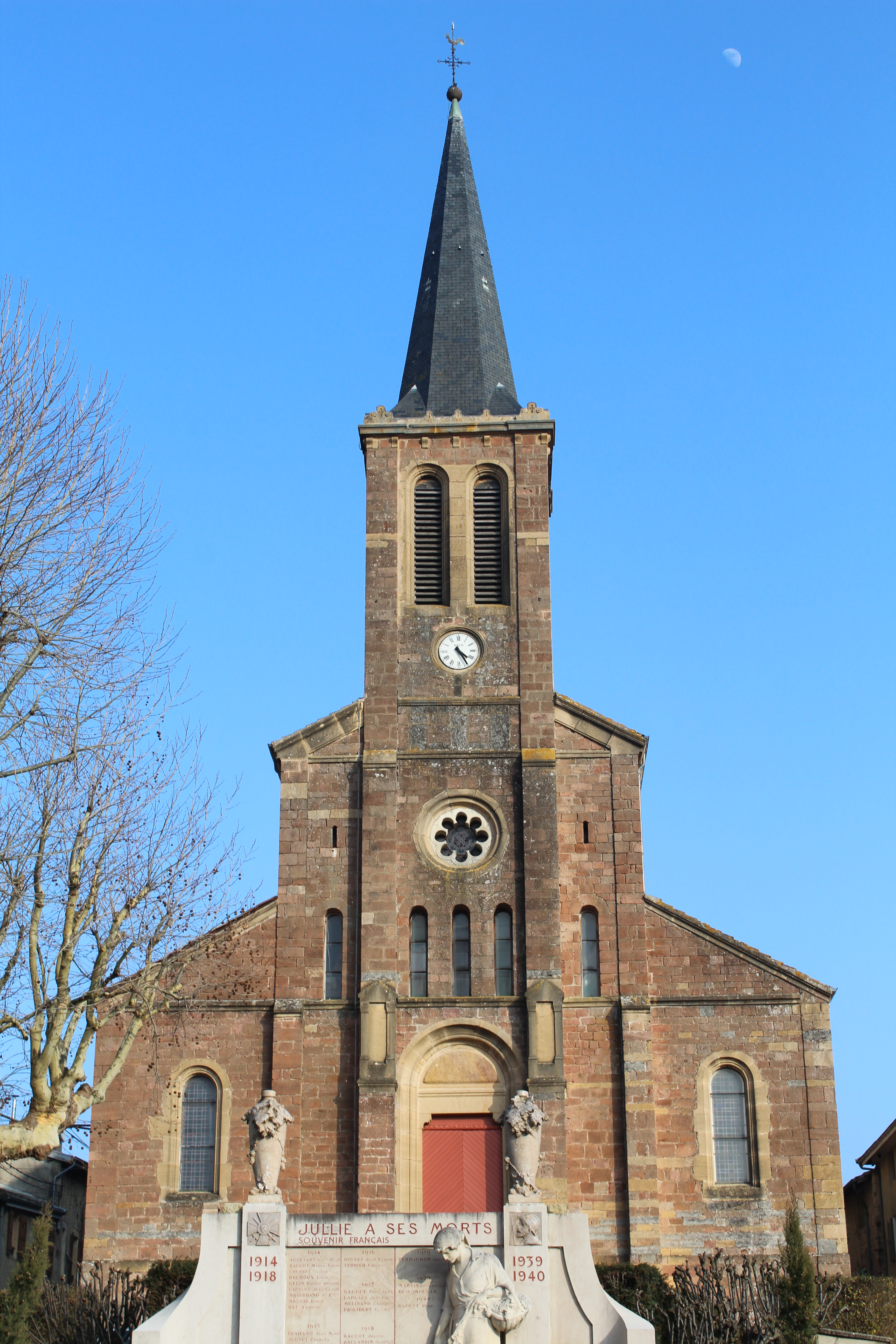
L'église de l'Assomption.

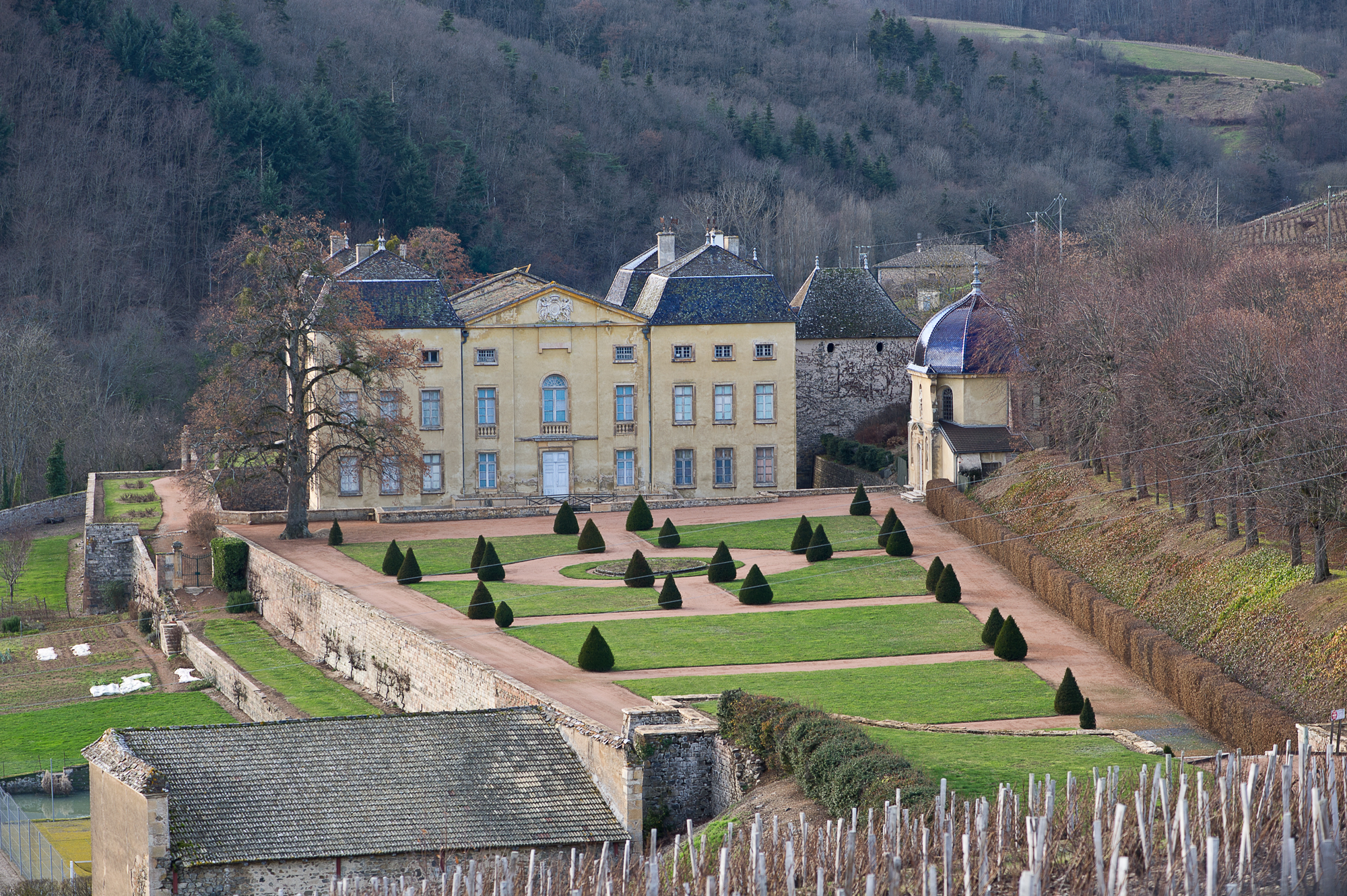
Le château de la Roche.

- Le château de La Roche (propriété privée) remanié par Aimé Charrier de La Roche (1602-1681) : grille d'entrée forgée, cour d'honneur et saut-de-loup, chapelle pentagonale du XVIIe siècle à dôme octogonal et pont tournant.
- La chapelle de Vâtre (propriété privée) du XIIe siècle, XVIIe siècle et 1942. On dit qu'un pèlerinage pour les enfants catarrheux existait le 25 juin à Saint-Jean-de-Vâtre, on dit aussi qu'à Jullié, à Saint-Paul (église paroissiale de Jullié) on allait en viage pour les convulsions des enfants (M. Violet dans un article publié en 1940 dans le « Bulletin des Amis de Tournus » -Les superstitions et croyances populaires-).
- Église de Jullié : peintures murales du peintre Édouard Krug réalisées en 1874-1875, objets liturgiques et reliques de la Sainte Croix, de Saint Pierre, Saint Paul et de Marguerite-Marie Alacoque.
- Le moulin scierie, le four à tuiles et le séchoir près de l'étang de la Roche sont en cours de réhabilitation.
- La fontaine près de l'église, il se dit que c'est l'ancien socle de la croix du centre de la place (mais c'est une légende !). La croix étant de nos jours au lieu-dit la Grand'Croix.
- Mémorial inauguré le 26 mai 1946 situé au col de la Sibérie en l'honneur des trois jeunes réfractaires au Service Obligatoire du Travail lâchement torturés et assassinés par la milice accompagnée des Allemands qui mirent le feu à l'hôtel de la Sibérie (24 mai 1944). Les ruines de l'hôtel sont encore visibles : Souvenons nous et n'oublions jamais (Voir en mairie de Jullié le document réalisé en 2009 par Messieurs P. Dailler et M. Dugas, archives communales, archives départementales)
- Monument aux morts (face à l'église) œuvre de Félix Dumas, sculpteur, statuaire et architecte lyonnais, lauréat des Artistes Français à Paris, membre du jury de l'école nationale des Beaux Arts. Il réalisa un buste de son ami de Pierre Aguétant (voir archives municipales Jullié avec courrier Félix Dumas).

### Personnalités liées à la commune
- Louis Charrier de La Roche, évêque de Versailles, enterré dans la chapelle du château de La Roche ou dans le caveau épiscopal de Versailles.
- Pierre Aguétant, écrivain poète. L'une de ses œuvres, Le poème du Beaujolais, est inspirée de ses promenades à Jullié et ses environs. Dans son roman Les Noces de la terre et de l'amour, il situe une bonne partie de l'histoire à Jullié. Lors de l'inauguration du monument aux morts de Jullié, en 1923, l'un de ses poèmes, Les morts de la guerre, rendit hommage aux morts du village. Sur le monument, des vers de Pierre Aguétant sont gravés. Il est inhumé au cimetière de Jullié.
- Louis Mandrin, contrebandier. Lors de sa 5e campagne en octobre 1754, Mandrin demeura un jour à Jullié, le 7 octobre.
- Édouard Krug (1829 - 1901), peintre. Il travaille dans l'église de Jullié (1874-1875) et réalise quatre peintures murales, deux Scènes de la vie de Saint Pierre et le Mariage de la Vierge, ainsi qu'une Conversion de Saint Paul (1875). Une cinquième peinture Les populations allant au Sacré Cœur de Jésus (signée en 1874), dans le fond du chœur de l'église de Jullié, est actuellement cachée, ayant été abîmée lors de la mise en place des vitraux au milieu des années 1950.
- La famille Matrat : une véritable dynastie de compagnons ; sept charpentiers dont cinq furent compagnons de Devoir de Liberté.
  - Claude, né à Jullié en 1860, « Beaujolais l'enfant du progrès ».
  - Hippolyte, né en 1863, « Beaujolais l'ami du progrès ».
  - Jean-Marie, né en 1865, « Beaujolais le courageux ».

Les trois frères sont passés par l'école de trait GUILLON à Romanèche-Thorins. Claude est particulièrement connu pour avoir participé avec VIANNAY et SUCHARD au projet se chef-d'œuvre des « Indiens », terminé pour l'Exposition Universelle de 1900. Et bouclera son itinéraire par l'œuvre de 1925 : la construction du palais ds Arts Décoratifs. Jean-Marie donna la passion à son fils Joanny né en 1895 et reçu compagnon sous le même nom « Beaujolais le courageux », puis à son autre fils Marcel-Louis né en 1891. Hippolyte transmet lui à son fils Claudius né en 1888 lui-même élève de l'école Guillon avec le même nom de compagnon que son père.
Le grand-père maternel, Antoine CINQUIN, du trio était déjà compagnon charpentier installé à Jullié. Il n'eut pas de fils.
- D'autres compagnons de Jullié ! : Jean-Baptiste CORSIN né à Jullié reçu comme compagnon charpentier en 1854 « Beaujolais la tranquillité », Joseph LACONDEMINE né à Jullié reçu compagnon menuisier à Mâcon en 1899 également « Beaujolais la tranquillité », SAVOYE Jean-Pierre, né à Jullié reçu en 1859 à Angoulême comme cordonnier « Beaujolais le bien estimé » REF : livre d'Yves BRONDEL Compagnonnage en Beaujolais aux XVIIIe, XIXe et XXe siècles.
- Claude DEMURE, curé de Jullié lauréat du concours du curé le plus aimé de ses paroissiens.
- Bruno GUEDEL, artiste peintre contemporain.

## Pour approfondir